# 叉河镇
叉河镇，是中华人民共和国海南省昌江黎族自治县下辖的一个乡镇级行政单位。

## 行政区划
叉河镇下辖以下地区：
叉河社区、叉河村、排岸村、唐村、老宏村、老羊地村、坎头村、红阳村和叉河水泥分公司社区。